# Demissionair
Demissionair is een beginsel in het Nederlandse staatsrecht en heeft betrekking op de uitvoerende macht. Demissionair is een synoniem voor 'ontslagen van de opdracht' en duidt op de toestand waarin deze macht zich bevindt nadat zij haar ontslag heeft ingediend bij het staatshoofd.
Een minister of meer ministers of staatssecretarissen als individueel lid, of een kabinet als collectiviteit is demissionair indien deze niet langer het vertrouwen geniet van een meerderheid van de volksvertegenwoordiging in het parlement, de wetgevende macht, en als gevolg hiervan haar ontslag bij het staatshoofd heeft aangeboden, of vanaf het moment van Tweede Kamerverkiezingen. Het staatsrechtelijke gebruik is dat de koning(in) het ontslag in beraad houdt tot er een nieuwe regering is gevormd, zo nodig nadat tussentijdse verkiezingen hebben plaatsgevonden, onder gelijktijdige verlening van de opdracht al datgene te blijven doen wat zij in het belang van het Koninkrijk noodzakelijk acht. Dat biedt de mogelijkheid dat de bestaande regering lopende zaken en dringende kwesties kan afhandelen en het land 'draaiende' kan houden. In de regel worden geen omstreden beleidsvoornemens in stemming gebracht. Welke onderwerpen als controversieel worden gezien, beslist de Tweede Kamer bij meerderheid. Het is goed gebruik om ook rekening te houden met de wens van een aanzienlijke minderheid vanuit de gedachte dat een vertrekkend kabinet niet haastig omstreden zaken hoort te regelen terwijl er wellicht geen steun meer voor is in de bevolking.

## Vertrouwensregel
Bij de formatie van een nieuw kabinet wordt er in de regel op gebouwd dat de beleidsvoornemens voldoende vertrouwen van de Tweede Kamer zullen hebben en zoveel mogelijk ook van de Eerste Kamer. Dat wordt de vertrouwensregel genoemd. Op deze manier kan er efficiënt worden geregeerd omdat van tevoren bekend is welke wetsvoorstellen vermoedelijk in het parlement zullen worden aangenomen. Daarom wordt er in een kabinetsformatie vaak lang onderhandeld om tot een regeerakkoord te komen door fracties die samen een meerderheid hebben. Als zo'n meerderheid niet te vinden is, moet er in ieder geval een meerderheid zijn die het kabinet gedoogt.
In 1939 formeerde Hendrikus Colijn zijn vijfde kabinet, omdat koningin Wilhelmina groot vertrouwen in hem had, maar de Tweede Kamer dacht er anders over: bij zijn eerste optreden werd het kabinet al naar huis gestuurd. Sindsdien is zo'n eigenzinnig optreden van het staatshoofd en de formateur niet meer voorgekomen.

## Verlies van het vertrouwen
Is een kabinet eenmaal aangetreden, dan wordt aangenomen dat het hele kabinet het vertrouwen van de Tweede Kamer heeft, tot het tegendeel blijkt. Het tegendeel kan blijken bij een conflict tussen het kabinet (of een minister) en de Kamer. Bijvoorbeeld: een Kamerlid dient een motie in, het kabinet ontraadt de motie en geeft aan dat deze motie een vertrouwenskwestie is, maar de Kamer neemt de motie toch aan. Of: een minister heeft een wetsvoorstel ingediend, in de Kamer blijkt dat een meerderheid het voorstel wil afwijzen, de minister geeft aan dat afwijzing van het voorstel een vertrouwenskwestie is, maar de Kamer verwerpt het voorstel toch. In al dit soort gevallen kan de kabinetscrisis worden afgewend als een van beide partijen inbindt. Men kan er ook voor kiezen een zogenaamd rompkabinet te vormen. Het opzeggen van het vertrouwen is vormvrij. In 2002 bleek dat het kabinet-Balkenende I niet meer het vertrouwen van de Kamer had, omdat de fractievoorzitters van CDA en VVD, Maxime Verhagen en Gerrit Zalm, dat aan de Kamer meldden tijdens de regeling van werkzaamheden. Een kabinet zal ook aftreden als de ministers het onderling niet meer eens zijn over het kabinetsbeleid. Dit deed zich het laatst voor bij kabinet-Rutte IV in 2023. Als een kabinet zijn ontslag bij het staatshoofd heeft aangeboden, zegt men ook wel dat het kabinet is gevallen.

## Aftreden of demissionair aanblijven
Als een minister het vertrouwen van de Kamer verliest, moet hij zijn ontslag aanbieden aan de koning. Soms zal deze het ontslag aannemen, namelijk als duidelijk is dat er snel een opvolger kan worden gevonden. Dan is de minister afgetreden. Is een opvolger niet zo eenvoudig te vinden, dan zal het staatshoofd de demissionair minister vragen om de lopende zaken af te handelen en in functie te blijven tot er een opvolger is gevonden.

## Vervroegde verkiezingen
Als een heel kabinet aftreedt en het niet mogelijk is het kabinet te 'repareren' of een ander kabinet te vormen, moeten er altijd nieuwe verkiezingen voor de Tweede Kamer worden georganiseerd. Dit gaat samen met een besluit tot ontbinding van de Tweede Kamer. Het formeren van een nieuw kabinet is namelijk een zo belangrijke beslissing dat die niet genomen kan worden zonder een nieuw mandaat van de kiezers. Treedt een kabinet echter af vlak voor het eind van de regeerperiode, dan worden geen nieuwe verkiezingen uitgeschreven omdat er dan al reguliere verkiezingen in aantocht zijn.

## Demissionair bij verkiezingen
Een kabinet wordt ook demissionair door reguliere verkiezingen (na vier jaar). Het is sinds 1922 gebruik dat de dag voor de verkiezingen de minister-president het ontslag aanbiedt van zijn hele kabinet aan aan de koning(in). Het gaat er dan niet zozeer om dat het kabinet het vertrouwen van de Kamer verliest, maar dat er een compleet nieuwe Kamer wordt gekozen. Na de verkiezingen moet er een nieuw kabinet worden geformeerd.

## Bevoegdheden
De vraag is nu of een demissionair kabinet mínder mag doen dan een kabinet dat dat niet is. Duidelijk is dat een demissionair kabinet meestal minder kàn omdat er voor veel onderwerpen onvoldoende politieke steun zal zijn vanuit de Tweede Kamer. In beginsel kan een demissionair kabinet echter alle beleidsvoornemens in stemming brengen waarvan het denkt dat er een meerderheid op te behalen is, van de coalitiepartners of van andere kamerleden. Het regeert als het ware als een extra-parlementair kabinet.
Zuiver juridisch is een demissionair kabinet dus volledig bevoegd: het kan wetsvoorstellen indienen, besluiten nemen, Nederland in het buitenland vertegenwoordigen. Wel is er een algemeen idee dat zo'n kabinet zich moet beperken tot het afhandelen van lopende zaken, spoedeisende kwesties en onderwerpen die politiek niet controversieel zijn. Welke onderwerpen als controversieel worden gezien, beslist de Tweede Kamer bij meerderheid. Het is goed gebruik om ook rekening te houden met de wens van een aanzienlijke minderheid vanuit de gedachte dat een vertrekkend kabinet niet in een haasttempo omstreden zaken hoort te regelen. Controversiële onderwerpen, zo is het idee, moet het kabinet overlaten aan een volgend kabinet dat weer het vertrouwen heeft van de Tweede Kamer: "Je moet niet over je graf heen willen regeren". Het is omstreden of dit idee berust op staatkundig gewoonterecht, of dat het gaat alleen om politiek fatsoen.
In de praktijk wordt vooral gekeken welke partijen na de verkiezingen weleens zouden kunnen gaan regeren: met die partijen wordt vooral rekening gehouden. Na de ontijdige val van het eerste kabinet-Balkenende in 2002 beperkte het kabinet het begrip "controversieel" heel sterk: als een voorstel genoeg steun kreeg in de Tweede Kamer, vond het kabinet het voorstel niet controversieel. Dit had er waarschijnlijk mee te maken dat de regeringspartijen CDA en VVD vastbesloten waren na de verkiezingen door te regeren. Men zag dus niet zoveel reden om rekening te houden met de oppositie. Na het demissionair worden van het kabinet-Rutte III in 2021 bestond brede overeenstemming dat de bestrijding van de coronacrisis op de oude voet moest doorgaan.